# 明るい表通りで
「明るい表通りで」（あかるいおもてどおりで）あるいは「オン・ザ・サニー・サイド・オブ・ザ・ストリート」 (英: On the Sunny Side of the Street) は、ジミー・マクヒュー作曲、ドロシー・フィールズ作詞の1930年の曲で、ハリー・リッチマンとガートルード・ローレンスが主演したブロードウェイのミュージカル『ルー・レスリーのインターナショナル・レビュー (Lew Leslie's International Revue)』で最初に紹介された。
その後この曲は、ジャズのスタンダード・ナンバーとなり、多くの場合は器楽演奏で、テッド・ルイス、デイヴ・ブルーベック、アール・ハインズ 、ルイ・アームストロング、ベニー・グッドマン、ライオネル・ハンプトン、エロル・ガーナー、ディジー・ガレスピー、アート・テイタム、カウント・ベイシーといったジャズの巨人たちによって録音が残された。
1938年10月には、ファッツ・ウォーラーと彼のリズム (Fats Waller and His Rhythm) が、ルイ・アームストロング、ジャック・ティーガーデンと一緒に、マーティン・ブロックのラジオ番組『メイク・ビリーヴ・ボールルーム (Make Believe Ballroom)』でこの曲を演奏した。このバージョンは、1981年にスミソニアン・フォークウェイズから発売されたアルバム『Striding in Dixieland』(FW02816) に収録されている。
フランキー・レインはこの曲を録音してヒットさせたが、ほかにもダイナ・ワシントン、エラ・フィッツジェラルド、ジュディ・ガーランド、キーリー・スミス、ナット・キング・コール、ジョー・スタッフィード、フランク・シナトラら名だたる歌手がこの曲を録音している。異論もあるものの、最も優れた編曲は、1945年のトミー・ドーシーとザ・センチメンタリスツによる録音のものとされている。